# Big Bad Wolf (Duck Sauce)
Pour les articles homonymes, voir Big Bad Wolf.
Singles de Duck Sauce
Barbra Streisand
(2010) It's You
(2013)
Big Bad Wolf est une chanson du duo de DJs de musique house Duck Sauce sortie le 18 octobre 2011 sous le label Big Beat et UMG en France. La chanson a été écrite par Armand Van Helden, A-Trak et produite par Duck Sauce.

## Liste des pistes
États-Unis Téléchargement digital
1. Big Bad Wolf (Radio Edit) - 2:59
2. Big Bad Wolf (Gesaffelstein Remix) - 5:22

 Royaume-Uni Téléchargement digital
1. Big Bad Wolf (UK Radio Edit) - 2:07
2. Big Bad Wolf (Original Mix) - 4:53
3. Big Bad Wolf (Gesaffelstein Mix) - 5:22
4. Big Bad Wolf (Toddla T Radio Edit) - 3:29
5. Big Bad Wolf (Toddla T Mix) - 4:21

## Classement par pays
| Classement (2011)                       | Meilleure position |
| --------------------------------------- | ------------------ |
| Belgique (Flandre Ultratop 50 Singles)  | 16                 |
| Belgique (Wallonie Ultratop 50 Singles) | 44                 |
| Royaume-Uni (UK Singles Chart)          | 79                 |

## Historique de sortie
| Pays        | Date            | Format                 | Label                            |
| ----------- | --------------- | ---------------------- | -------------------------------- |
| États-Unis  | 18 octobre 2011 | Téléchargement digital | Big Beat Records                 |
| Royaume-Uni | 23 octobre 2011 | Téléchargement digital | All Around the World Productions |
| Danemark    | 16 janvier 2012 | Téléchargement digital | disco:wax                        |